# Estrella de tipo-G de la secuencia principal
| Tipo espectral | Masa estelar (M☉) | Gravedad superficial (log g) | Temperatura efectiva (K) | Índice de color (B − V) |
| -------------- | ----------------- | ---------------------------- | ------------------------ | ----------------------- |
| G0V            | 1.15              | 4.32                         | 5980                     | 0.583                   |
| G1V            | 1.10              | 4.34                         | 5900                     | 0.608                   |
| G2V            | 1.07              | 4.35                         | 5800                     | 0.625                   |
| G3V            | 1.04              | 4.37                         | 5710                     | 0.642                   |
| G4V            | 1.00              | 4.38                         | 5690                     | 0.657                   |
| G5V            | 0.98              | 4.40                         | 5620                     | 0.672                   |
| G6V            | 0.93              | 4.42                         | 5570                     | 0.690                   |
| G7V            | 0.90              | 4.44                         | 5500                     | 0.713                   |
| G8V            | 0.87              | 4.46                         | 5450                     | 0.740                   |
| G9V            | 0.84              | 4.48                         | 5370                     | 0.776                   |

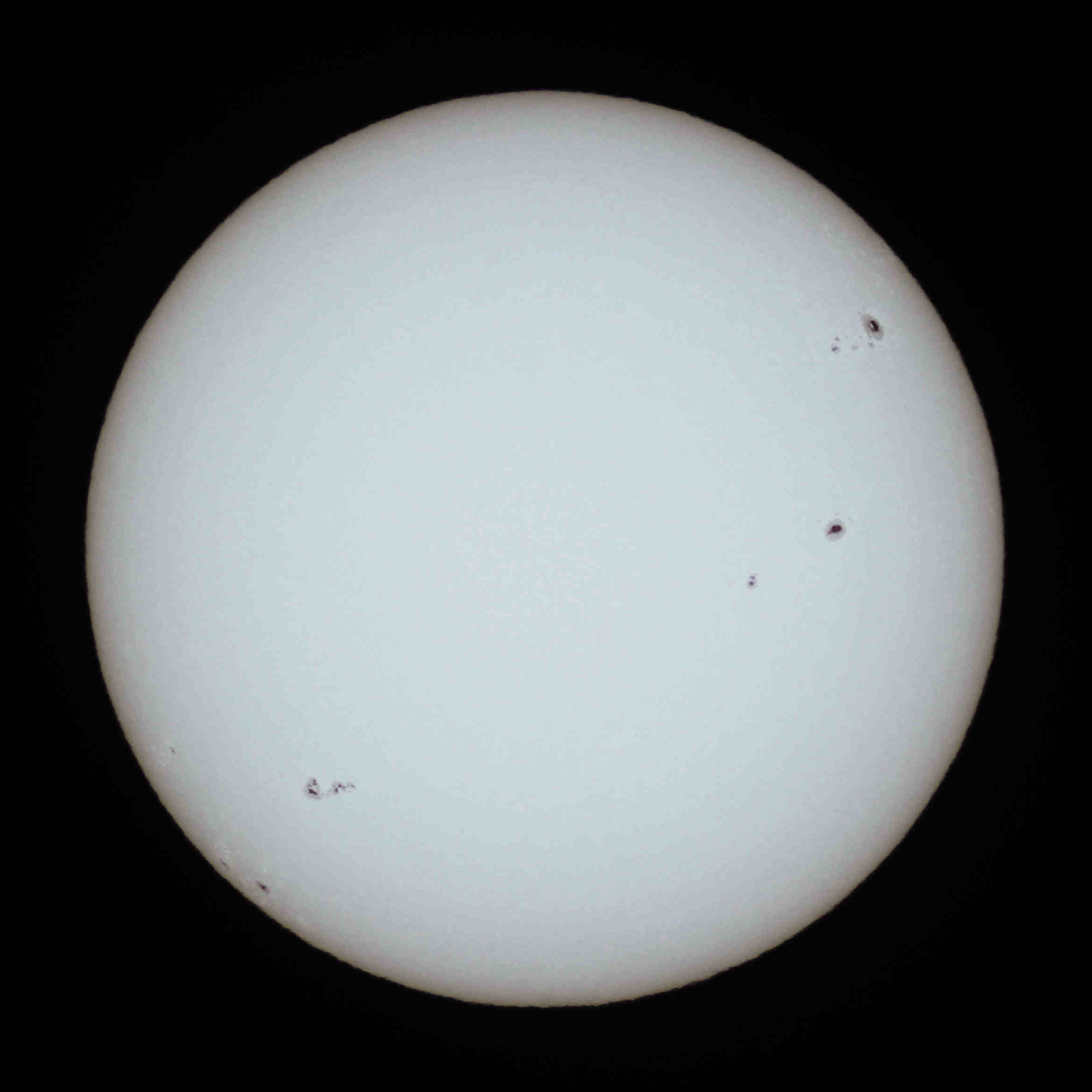
El Sol, típico ejemplo de estrella de tipo-G de la secuencia principal.

Una estrella de tipo-G de la secuencia principal (Tipo Espectral: G-V), a menudo también denominada enana amarilla o estrella enana G, es una estrella de la secuencia principal (clase de luminosidad V) de tipo espectral G. Una estrella de este tipo tiene alrededor de 0.8 a 1.2 masas solares y una temperatura superficial comprendida entre 5300 y 6000 K. Al igual que otras estrellas de la secuencia principal, una estrella de tipo-G de la secuencia principal está en el proceso de convertir el elemento hidrógeno en helio en su núcleo por medio de la fusión nuclear. El Sol, estrella a la que la Tierra está unida gravitacionalmente en el sistema solar y el objeto con mayor magnitud aparente, es un ejemplo de estrella de tipo-G de la secuencia principal. Cada segundo, el Sol fusiona aproximadamente 600 millones de toneladas de hidrógeno en helio, convirtiendo cerca de 4 millones de toneladas de materia en energía. Además del Sol, otros ejemplos bien conocidos de estrellas de tipo-G de la secuencia principal incluyen Alfa Centauri A, Tau Ceti y 51 Pegasi.
El término enana amarilla es una denominación errónea, ya que en realidad las estrellas de tipo-G varían en color, del blanco (para los tipos más luminosos como el Sol), a solo muy ligeramente amarillas (para las menos masivas y luminosas de tipo-G de la secuencia principal). El Sol es en realidad blanco, pero aparece amarillo a través de la atmósfera terrestre debido a la dispersión atmosférica de Rayleigh. Además, aunque el término "enano" es utilizado para contrastar estrellas amarillas de la secuencia principal de estrellas gigantes, las enanas amarillas como el Sol superan en brillantez al 90 % de las estrellas de la Vía Láctea (que son en gran medida mucho más tenues que las enanas naranjas, las enanas rojas, y las enanas blancas, siendo las últimas remanentes estelares).
Una estrella de tipo-G de la secuencia principal fusionará el hidrógeno durante aproximadamente 10 000 millones de años, hasta que se agote en el centro de la estrella. Cuando esto sucede, la estrella se expande en mayor proporción a su anterior estado y se convierte en una gigante roja, tales como Aldebarán (o Alpha Tauri). Finalmente, la gigante roja pierde sus capas exteriores de gas, dando lugar a una nebulosa planetaria, mientras tanto el núcleo se va enfriando y contrayendo en una enana blanca densa y compacta.
| Estrella             | Tipo Espectral | Magnitud aparente | Magnitud absoluta | Ascensión Recta (J2000) | Declinación (J2000) | Distancia (Años luz) |
| -------------------- | -------------- | ----------------- | ----------------- | ----------------------- | ------------------- | -------------------- |
| Sol                  | G2V            | −26.73            | 4.80              | —                       | —                   | 1.6 × 10-5           |
| α Centauri A         | G2V            | −0.01             | 4.34              | 14h 39m 36.50s          | −60° 50' 02.3"      | 4.39                 |
| τ Ceti               | G8Vp           | 3.49              | 5.68              | 01h 44m 04.08s          | −15° 56' 14.9"      | 11.9                 |
| Achird A             | G3V            | 3.46              | 4.59              | 00h 49m 06.29s          | +57° 48' 54.7"      | 19.4                 |
| 82 Eridani           | G5V            | 4.26              | 5.35              | 03h 19m 55.65s          | −43° 04' 11.2"      | 19.8                 |
| δ Pavonis*           | G8V            | 3.55              | 4.62              | 20h 08m 42.61s          | −66° 10' 55.4"      | 19.9                 |
| ξ Bootis A           | G8Ve           | 4.72              | 5.59              | 14h 51m 23.38s          | +19° 06' 01.7"      | 21.9                 |
| Alula Australis A    | G0V            | 4.41              | 4.25              | 11h 18m 11s             | +31° 31' 45"        | 27.2                 |
| Alula Australis B    | G5V            | 4.87              | 5.07              | 11h 18m 11s             | +31° 31' 45"        | 27.2                 |
| Asterion             | G0V            | 4.24              | 4.63              | 12h 33m 44.54s          | +41° 21' 26.9"      | 27.3                 |
| 61 Virginis          | G5V            | 4.74              | 5.09              | 13h 18m 24.31s          | −18° 18' 40.3"      | 27.8                 |
| χ1 Orionis A         | G0V            | 4.39              | 4.70              | 05h 54m 22.98s          | +20° 16' 34.2"      | 28.3                 |
| 41 Arae A            | G8V            | 5.55              | 5.83              | 17h 19m 03.83s          | −46° 38' 10.4"      | 28.7                 |
| Beta Comae Berenices | G0V            | 4.23              | 4.42              | 13h 11m 52.39s          | +27° 52' 41.5"      | 29.9                 |
| κ1 Ceti              | G5V            | 4.84              | 5.03              | 03h 19m 21.70s          | +03° 22' 12.7"      | 29.9                 |
| HR 4523 A            | G3V            | 4.89              | 5.06              | 11h 46m 31.07s          | −40° 30' 01.3"      | 30.1                 |
| 61 Ursae Majoris     | G8V            | 5.31              | 5.41              | 11h 41m 03.02s          | +34° 12' 05.9"      | 31.1                 |

* δ Pavonis está abandonando la secuencia principal para transformarse en una estrella subgigante.